# Allium schischkinii
Allium schischkinii là một loài thực vật có hoa trong họ Amaryllidaceae. Loài này được Sobolevsk mô tả khoa học đầu tiên năm 1949.